# Sainte-Croix (Tarn)
Sainte-Croix è un comune francese di 362 abitanti situato nel dipartimento del Tarn nella regione dell'Occitania.

## Società

### Evoluzione demografica
Abitanti censiti